# Persefone
Persefone est un groupe de death metal mélodique andorran formé en octobre 2001. Il est nommé d'après Perséphone, divinité de la mythologie grecque.

## Historique
Persefone est formé en octobre 2001 en Andorre par Marc Martins, Carlos Lozano, Xavi Perez et Jordi Gorgues Mateu. Ils sont rejoints en 2002 par Miguel Espinosa.
La première chanson composée s'appelle Niflheim (The Eyes That Hold The Edge) ; elle reflète ce que souhaite le groupe : mélodie, complexité et agressivité. Persefone s'inspire d'autres groupes de death metal mélodique tels que les suédois Arch Enemy, In Flames ou encore Dark Tranquillity. Le premier album Truth Inside the Shades est enregistré en 2004 à Baltimore aux Orion Studios et produit par Aleix Dorca. Celui-ci remplace à la batterie Xavi Perez.
Le second album Core sort le 8 août 2006. C'est un album-concept relatant l'histoire de Perséphone, divinité grecque d'après laquelle est nommé le groupe.
En février 2010 sort Shin-Ken, un nouvel album-concept inspiré par des histoires guerrières japonaises. En mars 2010, Persefone accompagne le groupe de death metal américain Obituary pour une tournée européenne.
Le quatrième album, Spiritual Migration, est publié en mars 2013. Le 5 mars 2014, le batteur Marc Mas quitte le groupe et est remplacé par Sergi Verdeguer.
Persefone sort son cinquième album, Aathma, en février 2017. Le sixième, Metanoia, sort en février 2022.
En 2023, Marc Martins, chanteur de Persefone depuis 2004, quitte le groupe. Daniel R. Lys lui succède au poste de vocaliste. Il enregistre avec Persefone l'EP Lingua Ignota : Part I.

## Membres

### Membres actuels
- Daniel R. Lys : chant (depuis 2023)
- Carlos Lozano : guitares (depuis 2001)
- Miguel Espinosa : claviers et chant clair (depuis 2002)
- Tony Mestre : basse (depuis 2004)
- Sergi “Bobby” Verdeguer : batterie (depuis 2015)
- Filipe Baldaia : guitares (depuis 2016)

### Anciens membres
- Xavi Perez : batterie (2001-2003)
- Jordi Gorgues Mateu : guitares (2001-2016)
- Aleix Dorca Josa : batterie (2003-2006)
- Marc Mas Marti : batterie (2006-2014)
- Marc Martins : chant (2004-2023)

## Discographie

### Albums studio
- 2004 : Truth Inside the Shades
- 2006 : Core
- 2010 : Shin-Ken
- 2013 : Spiritual Migration
- 2017 : Aathma
- 2022 : Metanoia

### EPs
- 2018 : In Lak'Ech
- 2024 : Lingua Ignota: Part I